# Mason Vale Cotton
Masson Vale Cotton (n. 25 iunie 2002) în San Diego, California, SUA este un actor american cunoscut datorită rolului din serialul „Desperate Housewives” unde a interpretat în 6 episoade personajul Maynard „MJ” Delfino. A mai jucat în The Spleenectomy (2008) și în alte seriale. Acesta este fratele mai tânăr al actorului Maxwell Perry Cotton.

## Filmografie
- Radio Free Albemuth(2009)
- Desperate Housewives(2008)-TV-(6 episoade)
- The Spleenectomy(2008)
- "ER"(2008)-TV-(1 episod)
- Medium(2008)-TV-(1 episod)
- A Dennis the Menace Christmas(2007)-(neacreditat)